# Station Płochocin
Station Płochocin is een spoorwegstation in de Poolse plaats Płochocin.